# Колосовка (Хмельницкая область)
Колосовка (укр. Колосівка) — село в Полонском районе Хмельницкой области Украины.
Население по переписи 2001 года составляло 142 человека. Почтовый индекс — 30535. Телефонный код — 3843. Занимает площадь 0,275 км². Код КОАТУУ — 6823686202.

## История
В 1946 г. указом ПВС УССР село Войцеховка переименовано в Колосовку.

## Местный совет
30535, Хмельницкая обл., Полонский р-н, с. Прислуч, ул. Ленина, 1